# Orthornavirae
Orthornavirae — царство вірусів. Включає більшість РНК-вірусів, за винятком вірусів-сателітів, які ще не включені до філогенетичного аналізу та класифіковані без царства. Поділяється на п'ять відділів: Lenarviricota, Kitrinoviricota, Pisuviricota, Negarnaviricota і Duplornaviricota. Усі ці віруси містять РНК-залежну РНК-полімеразу (RdRp), що означає, що вони є монофілетичним таксоном. Однак інші дослідження показали, що РНК-віруси є парафілетичною групою.

## Класифікація
Віруси Orthornavirae можуть мати геноми з дволанцюгової РНК, позитивно-спрямованої одноланцюгової РНК або негативно-спрямованої одноланцюгової РНК. Негативні одноланцюгові РНК-віруси класифікуються до відділу Negarnaviricota, віруси з дволанцюговою РНК класифікуються до відділу Duplornaviricota та частково до відділу Pisuviricota, позитивні одноланцюгові РНК-віруси класифікуються до Kitrinoviricota та частково до Lenarsuviricota.

## Особливості
Всі вони кодують РНК-залежну РНК-полімеразу (RdRP), що дозволяє їм реплікуватися, не проходячи через кінець ДНК, і мати високу частоту мутацій, яка контрастує з клітинними полімеразами. Віруси цього царства кодують різні негомологічні білки для утворення капсидів, хоча найпоширенішим є білок горизонтального желе (JRC-MCP). Багато з них також мають вірусну оболонку — тип ліпідної мембрани, яка зазвичай оточує капсид. Зокрема, вірусна оболонка є майже універсальною серед негативних одноланцюгових РНК-вірусів, які часто утворюють нуклеокапсиди.